# Норфок (грофовија)
Норфок (енгл. Norfolk) је традиционална грофовија Енглеске.